# Tornei di tennis maschili nel 1913
Prima della nascita della cosiddetta "Era Open" del tennis, ossia l'apertura ai tennisti professionisti degli eventi più importanti, tutti i tornei erano riservati ad atleti dilettanti. Nel 1913 tutti i tornei erano amatoriali, tra questi c'erano i tornei del Grande Slam:gli Australian Championships, il Campionato francese di tennis, il Torneo di Wimbledon, e gli U.S. National Championships.

## Calendario

### Gennaio
| Settimana | Torneo                                                                        | Vincitore  | Finalista                 | Semifinalisti | Eliminati ai quarti |
| --------- | ----------------------------------------------------------------------------- | ---------- | ------------------------- | ------------- | ------------------- |
| gennaio   | Beausite New Year Meeting 1913 Cannes, Francia Terra rossa Singolare - Doppio | Hope Crisp | non conosciuta (bandiera) |               |                     |
| gennaio   | Beausite New Year Meeting 1913 Cannes, Francia Terra rossa Singolare - Doppio |            |                           |               |                     |

### Febbraio
| Settimana   | Torneo                                                                        | Vincitore                                     | Finalista                      | Semifinalisti | Eliminati ai quarti |
| ----------- | ----------------------------------------------------------------------------- | --------------------------------------------- | ------------------------------ | ------------- | ------------------- |
| febbraio    | Torneo di Bordighera 1913 Bordighera, Italia Terra rossa Singolare - Doppio   | C.W. Murray 6-4 6-4                           | Edward Roy Allen               |               |                     |
| febbraio    | Torneo di Bordighera 1913 Bordighera, Italia Terra rossa Singolare - Doppio   |                                               |                                |               |                     |
| febbraio    | Beausite Championships 1913 Cannes, Francia Terra rossa Singolare - Doppio    | C.E. Howard Tripp                             | non conosciuta (bandiera)      |               |                     |
| febbraio    | Beausite Championships 1913 Cannes, Francia Terra rossa Singolare - Doppio    |                                               |                                |               |                     |
| febbraio    | Côte d'Azur Championships 1913 Cannes, Francia Terra rossa Singolare - Doppio | Wilhelm Rahe                                  | non conosciuta (bandiera)      |               |                     |
| febbraio    | Côte d'Azur Championships 1913 Cannes, Francia Terra rossa Singolare - Doppio |                                               |                                |               |                     |
| 3 febbraio  | Torneo di Beaulieu 1913 Beaulieu-sur-Mer, Francia Singolare - Doppio          | Wilhelm Rahe                                  | non conosciuta (bandiera)      |               |                     |
| 3 febbraio  | Torneo di Beaulieu 1913 Beaulieu-sur-Mer, Francia Singolare - Doppio          |                                               |                                |               |                     |
| 17 febbraio | Italian Riviera Championships 1913 San Remo, Italia Singolare - Doppio        | Edward Roy Allen 6-1 6-2 4-6 6-4              | Arthur Wallis Myers            |               |                     |
| 17 febbraio | Italian Riviera Championships 1913 San Remo, Italia Singolare - Doppio        |                                               |                                |               |                     |
| 20 febbraio | US Indoors 1913 New York, USA Parquet indoor Singolare - Doppio               | Gustav Touchard 6-4 3-6 6-3 6-4               | George Carlton Shafer          |               |                     |
| 20 febbraio | US Indoors 1913 New York, USA Parquet indoor Singolare - Doppio               | Wylie Grant George Carlton Shafer 6-2 6-2 6-4 | Gustav Touchard William Cragin |               |                     |

### Marzo
| Settimana | Torneo                                                                              | Vincitore                                      | Finalista                 | Semifinalisti | Eliminati ai quarti |
| --------- | ----------------------------------------------------------------------------------- | ---------------------------------------------- | ------------------------- | ------------- | ------------------- |
| 3 marzo   | Monte Carlo Cup 1913 Monte Carlo, Monte Carlo Singolare - Doppio                    | Anthony Wilding 6-0, 6-2, 6-1                  | Felix Poulin              |               |                     |
| 3 marzo   | Monte Carlo Cup 1913 Monte Carlo, Monte Carlo Singolare - Doppio                    |                                                |                           |               |                     |
| 6 marzo   | Florida State Championships 1913 Palm Beach, USA Singolare - Doppio                 | Theodore Roosevelt Pell 5-7 6-3 3-6 6-4 6-3    | Percy Siverd              |               |                     |
| 6 marzo   | Florida State Championships 1913 Palm Beach, USA Singolare - Doppio                 | Fred Inman Harnold Hackett 4-6 6-2 6-8 7-5 6-2 | Percy Siverd J.L. Cote    |               |                     |
| 7 marzo   | Forme-Becharat Cup 1913 Mentone, Francia Terra rossa Singolare - Doppio             | Anthony Wilding 6–4, 6–1, 3–6, 6–3             | Max Décugis               |               |                     |
| 7 marzo   | Forme-Becharat Cup 1913 Mentone, Francia Terra rossa Singolare - Doppio             |                                                |                           |               |                     |
| 8 marzo   | South Australian Championships 1913 Adelaide, Australia Singolare - Doppio          | Roy Taylor 6-3, 6-4, 6-2                       | Ronald Thomas             |               |                     |
| 8 marzo   | South Australian Championships 1913 Adelaide, Australia Singolare - Doppio          |                                                |                           |               |                     |
| 9 marzo   | Riviera Championships 1913 Mentone, Francia Terra rossa Singolare - Doppio          | Anthony Wilding 6–2, 6–3, 6–1                  | Friedrich W. Rahe         |               |                     |
| 9 marzo   | Riviera Championships 1913 Mentone, Francia Terra rossa Singolare - Doppio          |                                                |                           |               |                     |
| 10 marzo  | South of France Championships 1913 Nizza, Francia Terra rossa Singolare - Doppio    | Max Décugis 7-9 6-2 6-3 1-6 6-3                | Friedrich Wilhelm Rahe    |               |                     |
| 10 marzo  | South of France Championships 1913 Nizza, Francia Terra rossa Singolare - Doppio    | Friedrich Wilhelm Rahe Heinrich Kleinschroth   |                           |               |                     |
| 17 marzo  | Metropole Club Championships 1913 Cannes, Francia Singolare - Doppio                | Gordon Lowe                                    | non conosciuta (bandiera) |               |                     |
| 17 marzo  | Metropole Club Championships 1913 Cannes, Francia Singolare - Doppio                |                                                |                           |               |                     |
| 24 marzo  | Cannes Championships 1913 Cannes, Francia Singolare - Doppio                        | Wilhelm Rahe                                   | non conosciuta (bandiera) |               |                     |
| 24 marzo  | Cannes Championships 1913 Cannes, Francia Singolare - Doppio                        |                                                |                           |               |                     |
| 29 marzo  | Seventh Regiment Championships 1913 New York, USA Parquet indoor Singolare - Doppio | Walter Merrell Hall 6-3 11-9 6-2               | Arthur Lovibond           |               |                     |
| 29 marzo  | Seventh Regiment Championships 1913 New York, USA Parquet indoor Singolare - Doppio |                                                |                           |               |                     |
| 30 marzo  | New South Wales Championships 1913 Sydney, Australia Singolare - Doppio             | Arthur O'Hara Wood 6-3, 3-6, 6-1, 3-6, 6-0     | James O. Anderson         |               |                     |
| 30 marzo  | New South Wales Championships 1913 Sydney, Australia Singolare - Doppio             |                                                |                           |               |                     |
| 31 marzo  | Torneo di Hyeres 1913 Hyères, Francia Singolare - Doppio                            | Hope Crisp                                     | non conosciuta (bandiera) |               |                     |
| 31 marzo  | Torneo di Hyeres 1913 Hyères, Francia Singolare - Doppio                            |                                                |                           |               |                     |

### Aprile
| Settimana | Torneo                                                                                            | Vincitore                                         | Finalista                 | Semifinalisti | Eliminati ai quarti |
| --------- | ------------------------------------------------------------------------------------------------- | ------------------------------------------------- | ------------------------- | ------------- | ------------------- |
| aprile    | French Covered Court Championships 1913 Parigi, Francia Parquet indoor Singolare - Doppio         | William Laurentz                                  | non conosciuta (bandiera) |               |                     |
| aprile    | French Covered Court Championships 1913 Parigi, Francia Parquet indoor Singolare - Doppio         |                                                   |                           |               |                     |
| aprile    | Dulwich Farm Championships 1913 Dulwich, Gran Bretagna Terra rossa Singolare - Doppio             | Charles Dixon 8-6 6-8 ritiro                      | Stanley Norwood Doust     |               |                     |
| aprile    | Dulwich Farm Championships 1913 Dulwich, Gran Bretagna Terra rossa Singolare - Doppio             |                                                   |                           |               |                     |
| aprile    | Tulse Hill Hard Court Championships 1913 Tulse Hill, Gran Bretagna Terra rossa Singolare - Doppio | Charles Dixon                                     | non conosciuta (bandiera) |               |                     |
| aprile    | Tulse Hill Hard Court Championships 1913 Tulse Hill, Gran Bretagna Terra rossa Singolare - Doppio |                                                   |                           |               |                     |
| 7 aprile  | Montreux Palace Spring Meeting 1913 Montreux, Svizzera Singolare - Doppio                         | Otto Froitzheim 6-4 6-3 6-4                       | Friedrich W. Rahe         |               |                     |
| 7 aprile  | Montreux Palace Spring Meeting 1913 Montreux, Svizzera Singolare - Doppio                         |                                                   |                           |               |                     |
| 14 aprile | Montreux Palace Spring Meeting 2 1913 Montreux, Svizzera Singolare - Doppio                       | F. Salzmann                                       | non conosciuta (bandiera) |               |                     |
| 14 aprile | Montreux Palace Spring Meeting 2 1913 Montreux, Svizzera Singolare - Doppio                       |                                                   |                           |               |                     |
| 26 aprile | British Covered Court Championships 1913 Londra, Gran Bretagna Parquet indoor Singolare - Doppio  | Percival Davson 5-7 6-3 6-2 6-2                   | Erik Larsen               |               |                     |
| 26 aprile | British Covered Court Championships 1913 Londra, Gran Bretagna Parquet indoor Singolare - Doppio  | Anthony Wilding Stanley Norwood Doust 6-4 6-3 6-2 | Arthur Gore E.W. Lamb     |               |                     |

### Maggio
| Settimana | Torneo                                                                                            | Vincitore                     | Finalista                    | Semifinalisti | Eliminati ai quarti |
| --------- | ------------------------------------------------------------------------------------------------- | ----------------------------- | ---------------------------- | ------------- | ------------------- |
| maggio    | Dovercourt Hard Court Championships 1913 Dovercourt, Gran Bretagna Terra rossa Singolare - Doppio | Arthur Wallis Myers           | non conosciuta (bandiera)    |               |                     |
| maggio    | Dovercourt Hard Court Championships 1913 Dovercourt, Gran Bretagna Terra rossa Singolare - Doppio |                               |                              |               |                     |
| 10 maggio | Torneo di Bruxelles 1913 Bruxelles, Belgio Singolare - Doppio                                     | Paul de Borman                | non conosciuta (bandiera)    |               |                     |
| 10 maggio | Torneo di Bruxelles 1913 Bruxelles, Belgio Singolare - Doppio                                     |                               |                              |               |                     |
| 10 maggio | Weybridge Hard Court Championships 1913 Brooklands, Gran Bretagna Singolare - Doppio              | Charles Dixon 6-2 6-3         | Gordon Lowe                  |               |                     |
| 10 maggio | Weybridge Hard Court Championships 1913 Brooklands, Gran Bretagna Singolare - Doppio              |                               |                              |               |                     |
| 21 maggio | Wiesbaden Championships 1913 Wiesbaden, Germania Singolare - Doppio                               | Oscar Kreuzer 6-2 0-6 6-2 6-3 | Friedrich Wilhelm Rahe       |               |                     |
| 21 maggio | Wiesbaden Championships 1913 Wiesbaden, Germania Singolare - Doppio                               |                               |                              |               |                     |
| 22 maggio | Maryland State Championships 1913 Baltimora, USA Singolare - Doppio                               | Wallace Johnson 6-3 6-3 6-3   | Frederick Colston            |               |                     |
| 22 maggio | Maryland State Championships 1913 Baltimora, USA Singolare - Doppio                               |                               |                              |               |                     |
| 24 maggio | Surrey Championships 1913 Surbiton, Gran Bretagna Singolare - Doppio                              | Charles Dixon 6-2 8-6 6-3     | Theodore Michel Mavrogordato |               |                     |
| 24 maggio | Surrey Championships 1913 Surbiton, Gran Bretagna Singolare - Doppio                              |                               |                              |               |                     |
| 26 maggio | Middlesex Championships 1913 Chiswick Park, Gran Bretagna Singolare - Doppio                      | Charles Dixon 6-3 6-4 7-5     | Bernard P. Schwengers        |               |                     |
| 26 maggio | Middlesex Championships 1913 Chiswick Park, Gran Bretagna Singolare - Doppio                      |                               |                              |               |                     |
| 31 maggio | Worcestershire Championships 1913 Malvern, Gran Bretagna Singolare - Doppio                       | James Cecil Parke 6-1 6-1 6-1 | Henry Holgate Yolland        |               |                     |
| 31 maggio | Worcestershire Championships 1913 Malvern, Gran Bretagna Singolare - Doppio                       |                               |                              |               |                     |

### Giugno
| Settimana | Torneo                                                                         | Vincitore                                                   | Finalista                        | Semifinalisti | Eliminati ai quarti |
| --------- | ------------------------------------------------------------------------------ | ----------------------------------------------------------- | -------------------------------- | ------------- | ------------------- |
| giugno    | Torneo di Lowestoft 1913 Lowestoft, Gran Bretagna Erba Singolare - Doppio      | George Alan Thomas                                          | non conosciuta (bandiera)        |               |                     |
| giugno    | Torneo di Lowestoft 1913 Lowestoft, Gran Bretagna Erba Singolare - Doppio      |                                                             |                                  |               |                     |
| giugno    | Torneo di Harpenden 1913 Harpenden, Gran Bretagna Erba Singolare - Doppio      | Erik Larsen                                                 | non conosciuta (bandiera)        |               |                     |
| giugno    | Torneo di Harpenden 1913 Harpenden, Gran Bretagna Erba Singolare - Doppio      |                                                             |                                  |               |                     |
| giugno    | Durham Championships 1913 Sunderland, Gran Bretagna Erba Singolare - Doppio    | Edward Roy Allen                                            | non conosciuta (bandiera)        |               |                     |
| giugno    | Durham Championships 1913 Sunderland, Gran Bretagna Erba Singolare - Doppio    |                                                             |                                  |               |                     |
| 1º giugno | Campionato francese di tennis 1913 Parigi, Francia Singolare - Doppio          | Max Décugis 6-1, 6-3, 6-4                                   | Georges Gault                    |               |                     |
| 1º giugno | Campionato francese di tennis 1913 Parigi, Francia Singolare - Doppio          | Max Décugis Maurice Germot 6-4, 2-6, 6-2, 6-8, 6-2          | Albert Canet William Laurentz    |               |                     |
| 7 giugno  | Northern Championships 1913 Manchester, Gran Bretagna Erba Singolare - Doppio  | James Cecil Parke 6-2 7-5 6-8 2-6 7-5                       | Anthony Wilding                  |               |                     |
| 7 giugno  | Northern Championships 1913 Manchester, Gran Bretagna Erba Singolare - Doppio  | Anthony Wilding Xenophon Casdagli 6-2 1-6 6-2               | James Cecil Parke Alfred Beamish |               |                     |
| 7 giugno  | Pennsylvania State Championships 1913 Filadelfia, USA Singolare - Doppio       | Wallace Ford Johnson 7-5 6-1 6-0                            | Bill Tilden                      |               |                     |
| 7 giugno  | Pennsylvania State Championships 1913 Filadelfia, USA Singolare - Doppio       |                                                             |                                  |               |                     |
| 14 giugno | Kent Championships 1913 Beckenham, Gran Bretagna Erba Singolare - Doppio       | Alfred Beamish 6-3 6-3 3-6 7-5                              | George Alan Thomas               |               |                     |
| 14 giugno | Kent Championships 1913 Beckenham, Gran Bretagna Erba Singolare - Doppio       |                                                             |                                  |               |                     |
| 15 giugno | World Hard Court Championships 1913 Saint-Cloud, Francia Singolare - Doppio    | Anthony Wilding 6-3 6-3 1-6 6-4                             | André Gobert                     |               |                     |
| 15 giugno | World Hard Court Championships 1913 Saint-Cloud, Francia Singolare - Doppio    | Heinrich Kleinschroth Moritz von Bissing 7–5, 0–6, 6–3, 8–6 | Otto Froitzheim Anthony Wilding  |               |                     |
| 17 giugno | Torneo di Lilla 1913 Lilla, Francia Singolare - Doppio                         | A. Georges Watson                                           | non conosciuta (bandiera)        |               |                     |
| 17 giugno | Torneo di Lilla 1913 Lilla, Francia Singolare - Doppio                         |                                                             |                                  |               |                     |
| 20 giugno | Southern Championships 1913 New Orleans, USA Singolare - Doppio                | Nat Thornton 9-7 6-3                                        | Carlton Smith                    |               |                     |
| 20 giugno | Southern Championships 1913 New Orleans, USA Singolare - Doppio                |                                                             |                                  |               |                     |
| 21 giugno | Pacific Coast Championships 1913 Del Monte, USA Cemento Singolare - Doppio     | Bill Johnston 6-1, 6-2, 3-6, 4-6, 6-4                       | John R. Strachan                 |               |                     |
| 21 giugno | Pacific Coast Championships 1913 Del Monte, USA Cemento Singolare - Doppio     |                                                             |                                  |               |                     |
| 21 giugno | Queen's Club Championships 1913 Londra, Gran Bretagna Singolare - Doppio       | Gordon Lowe 7-5 6-4 4-6 4-6 6-4                             | Wallace Ford Johnson             |               |                     |
| 21 giugno | Queen's Club Championships 1913 Londra, Gran Bretagna Singolare - Doppio       |                                                             |                                  |               |                     |
| 28 giugno | New England Championships 1913 Hartford, USA Singolare - Doppio                | Aldrick Hubbell Man Jr. 13-11 6-1 7-5                       | F.H. Harris                      |               |                     |
| 28 giugno | New England Championships 1913 Hartford, USA Singolare - Doppio                |                                                             |                                  |               |                     |
| 29 giugno | Middle States Championships 1913 Mountain Station, USA Erba Singolare - Doppio | Gustav Touchard 4-6 6-2 9-7 3-6 8-6                         | Dean Mathey                      |               |                     |
| 29 giugno | Middle States Championships 1913 Mountain Station, USA Erba Singolare - Doppio |                                                             |                                  |               |                     |

### Luglio
| Settimana | Torneo                                                                                                | Vincitore                                             | Finalista                                    | Semifinalisti                | Eliminati ai quarti |
| --------- | --- | ----------------------------------------------------- | -------------------------------------------- | ---------------------------- | ------------------- |
| luglio    | Torneo di East Grinstead 1913 East Grinstead, Gran Bretagna Erba Singolare - Doppio                   | James Emil Hubert Zimmerman                           | non conosciuta (bandiera)                    |                              |                     |
| luglio    | Torneo di East Grinstead 1913 East Grinstead, Gran Bretagna Erba Singolare - Doppio                   |                                                       |                                              |                              |                     |
| luglio    | U.S. Men's Clay Court Championships 1913 Omaha, USA Singolare - Doppio                                | John Strachan 6-0 6-4 4-6 6-4                         | Walter M. Hall                               | Clarence Griffin Fred Harris |                     |
| luglio    | U.S. Men's Clay Court Championships 1913 Omaha, USA Singolare - Doppio                                | John R. Strachan Clarence Griffin                     |                                              | Clarence Griffin Fred Harris |                     |
| Luglio    | Welsh Championships 1913 Newport, Gran Bretagna Erba Singolare - Doppio                               | Charles Dixon                                         | non conosciuta (bandiera)                    |                              |                     |
| Luglio    | Welsh Championships 1913 Newport, Gran Bretagna Erba Singolare - Doppio                               |                                                       |                                              |                              |                     |
| luglio    | Torneo di Watford 1913 Watford, Gran Bretagna Erba Singolare - Doppio                                 | Frank F. Roe                                          | non conosciuta (bandiera)                    |                              |                     |
| luglio    | Torneo di Watford 1913 Watford, Gran Bretagna Erba Singolare - Doppio                                 |                                                       |                                              |                              |                     |
| luglio    | Torneo di Warwick 1913 Warwick, Gran Bretagna Erba Singolare - Doppio                                 | Erik Larsen                                           | non conosciuta (bandiera)                    |                              |                     |
| luglio    | Torneo di Warwick 1913 Warwick, Gran Bretagna Erba Singolare - Doppio                                 |                                                       |                                              |                              |                     |
| luglio    | Torneo di Sheffield & Hallamshire 1913 Sheffield - Hallamshire, Gran Bretagna Erba Singolare - Doppio | James Emil Hubert Zimmerman                           | non conosciuta (bandiera)                    |                              |                     |
| luglio    | Torneo di Sheffield & Hallamshire 1913 Sheffield - Hallamshire, Gran Bretagna Erba Singolare - Doppio |                                                       |                                              |                              |                     |
| luglio    | Torneo di Winchester 1913 Winchester, Gran Bretagna Erba Singolare - Doppio                           | Edward Roy Allen                                      | non conosciuta (bandiera)                    |                              |                     |
| luglio    | Torneo di Winchester 1913 Winchester, Gran Bretagna Erba Singolare - Doppio                           |                                                       |                                              |                              |                     |
| luglio    | Torneo di Redhill 1913 Redhill, Gran Bretagna Erba Singolare - Doppio                                 | George Alan Thomas                                    | non conosciuta (bandiera)                    |                              |                     |
| luglio    | Torneo di Redhill 1913 Redhill, Gran Bretagna Erba Singolare - Doppio                                 |                                                       |                                              |                              |                     |
| luglio    | Torneo di Norwood 1913 Norwood New Town, Gran Bretagna Erba Singolare - Doppio                        | Alfred Beamish 6-4 3-6 6-2                            | Gordon Lowe                                  |                              |                     |
| luglio    | Torneo di Norwood 1913 Norwood New Town, Gran Bretagna Erba Singolare - Doppio                        |                                                       |                                              |                              |                     |
| luglio    | Torneo di Norwich 1913 Norwich, Gran Bretagna Erba Singolare - Doppio                                 | Edward Roy Allen                                      | non conosciuta (bandiera)                    |                              |                     |
| luglio    | Torneo di Norwich 1913 Norwich, Gran Bretagna Erba Singolare - Doppio                                 |                                                       |                                              |                              |                     |
| luglio    | Mid-Kent Championships 1913 Maidstone, Gran Bretagna Erba Singolare - Doppio                          | Wallace Ford Johnson                                  | non conosciuta (bandiera)                    |                              |                     |
| luglio    | Mid-Kent Championships 1913 Maidstone, Gran Bretagna Erba Singolare - Doppio                          |                                                       |                                              |                              |                     |
| luglio    | Warwickshire Championships 1913 Leamington, Gran Bretagna Erba Singolare - Doppio                     | Theodore Michel Mavrogordato                          | non conosciuta (bandiera)                    |                              |                     |
| luglio    | Warwickshire Championships 1913 Leamington, Gran Bretagna Erba Singolare - Doppio                     |                                                       |                                              |                              |                     |
| luglio    | Torneo di Epsom 1913 Epsom, Gran Bretagna Erba Singolare - Doppio                                     | Stanley Norwood Doust                                 | non conosciuta (bandiera)                    |                              |                     |
| luglio    | Torneo di Epsom 1913 Epsom, Gran Bretagna Erba Singolare - Doppio                                     |                                                       |                                              |                              |                     |
| luglio    | Berkshire Championships 1913 Reading, Gran Bretagna Erba Singolare - Doppio                           | Gordon Lowe 6-2 6-3 7-5                               | Alfred Beamish                               |                              |                     |
| luglio    | Berkshire Championships 1913 Reading, Gran Bretagna Erba Singolare - Doppio                           |                                                       |                                              |                              |                     |
| luglio    | Leicestershire Championships 1913 Leicester, Gran Bretagna Erba Singolare - Doppio                    | Arthur Gore                                           | non conosciuta (bandiera)                    |                              |                     |
| luglio    | Leicestershire Championships 1913 Leicester, Gran Bretagna Erba Singolare - Doppio                    |                                                       |                                              |                              |                     |
| luglio    | Midland Counties Championships 1913 Edgbaston, Gran Bretagna Erba Singolare - Doppio                  | Stanley Norwood Doust                                 | non conosciuta (bandiera)                    |                              |                     |
| luglio    | Midland Counties Championships 1913 Edgbaston, Gran Bretagna Erba Singolare - Doppio                  |                                                       |                                              |                              |                     |
| luglio    | North London Championships 1913 Londra, Gran Bretagna Erba Singolare - Doppio                         | Alfred Beamish                                        | non conosciuta (bandiera)                    |                              |                     |
| luglio    | North London Championships 1913 Londra, Gran Bretagna Erba Singolare - Doppio                         |                                                       |                                              |                              |                     |
| luglio    | Nottinghamshire Championships 1913 Nottingham, Gran Bretagna Erba Singolare - Doppio                  | Stanley Norwood Doust                                 | non conosciuta (bandiera)                    |                              |                     |
| luglio    | Nottinghamshire Championships 1913 Nottingham, Gran Bretagna Erba Singolare - Doppio                  |                                                       |                                              |                              |                     |
| luglio    | Scottish Championships 1913 Bridge of Allan, Gran Bretagna Erba Singolare - Doppio                    | Horace Rice                                           | non conosciuta (bandiera)                    |                              |                     |
| luglio    | Scottish Championships 1913 Bridge of Allan, Gran Bretagna Erba Singolare - Doppio                    |                                                       |                                              |                              |                     |
| 4 luglio  | Tri-State Championships 1913 Cincinnati, USA Terra rossa Singolare - Doppio                           | William S. McElroy 3-6 6-2 6-2 6-3                    | Clifford Lockhorn                            |                              |                     |
| 4 luglio  | Tri-State Championships 1913 Cincinnati, USA Terra rossa Singolare - Doppio                           | William McEllory Joseph J. Armstrong 6-4 10-8 4-6 6-4 | William Hopple Cliff Lockhorn                |                              |                     |
| 4 luglio  | Metropolitan Grass Court Championships 1913 New York, USA Erba Singolare - Doppio                     | Watson Washburn 1-6 6-1 9-7 6-1                       | Theodore Roosevelt Pell                      |                              |                     |
| 4 luglio  | Metropolitan Grass Court Championships 1913 New York, USA Erba Singolare - Doppio                     |                                                       |                                              |                              |                     |
| 4 luglio  | Torneo di Wimbledon 1913 Londra, Gran Bretagna Singolare - Doppio                                     | Anthony Wilding 8-6 6-3 10-8                          | Maurice McLoughlin                           |                              |                     |
| 4 luglio  | Torneo di Wimbledon 1913 Londra, Gran Bretagna Singolare - Doppio                                     | Herbert Barrett Charles Dixon 6–2, 6–4, 4–6, 6–2      | Heinrich Kleinschroth Friedrich Wilhelm Rahe |                              |                     |
| 16 luglio | Shropshire Championships 1913 Shrewsbury, Gran Bretagna Singolare - Doppio                            | F.P. Down                                             | non conosciuta (bandiera)                    |                              |                     |
| 16 luglio | Shropshire Championships 1913 Shrewsbury, Gran Bretagna Singolare - Doppio                            |                                                       |                                              |                              |                     |
| 19 luglio | Irish Championships 1913 Dublino, Irlanda Singolare - Doppio                                          | James Cecil Parke 6-2 6-4 6-3                         | George Alan Thomas                           |                              |                     |
| 19 luglio | Irish Championships 1913 Dublino, Irlanda Singolare - Doppio                                          |                                                       |                                              |                              |                     |
| 28 luglio | Torneo di Dieppe 1913 Dieppe, Francia Terra rossa Singolare - Doppio                                  | George Manset                                         | non conosciuta (bandiera)                    |                              |                     |
| 28 luglio | Torneo di Dieppe 1913 Dieppe, Francia Terra rossa Singolare - Doppio                                  |                                                       |                                              |                              |                     |
| 29 luglio | Longwood Bowl 1913 Boston, USA Singolare - Doppio                                                     | Bill Johnston walkover                                | Maurice McLoughlin                           |                              |                     |
| 29 luglio | Longwood Bowl 1913 Boston, USA Singolare - Doppio                                                     |                                                       |                                              |                              |                     |

### Agosto
| Settimana | Torneo                                                                                  | Vincitore                                       | Finalista                                 | Semifinalisti                   | Eliminati ai quarti |
| --------- | --------------------------------------------------------------------------------------- | ----------------------------------------------- | ----------------------------------------- | ------------------------------- | ------------------- |
| agosto    | Torneo di Worthing 1913 Worthing, Gran Bretagna Erba Singolare - Doppio                 | Gordon Lowe                                     | non conosciuta (bandiera)                 |                                 |                     |
| agosto    | Torneo di Worthing 1913 Worthing, Gran Bretagna Erba Singolare - Doppio                 |                                                 |                                           |                                 |                     |
| agosto    | Suffolk Championships 1913 Saxmundham, Gran Bretagna Singolare - Doppio                 | Herbert Roper Barrett                           | non conosciuta (bandiera)                 |                                 |                     |
| agosto    | Suffolk Championships 1913 Saxmundham, Gran Bretagna Singolare - Doppio                 |                                                 |                                           |                                 |                     |
| agosto    | Torneo di Tunbridge Wells 1913 Tunbridge Wells, Gran Bretagna Erba Singolare - Doppio   | Alfred Beamish                                  | non conosciuta (bandiera)                 |                                 |                     |
| agosto    | Torneo di Tunbridge Wells 1913 Tunbridge Wells, Gran Bretagna Erba Singolare - Doppio   |                                                 |                                           |                                 |                     |
| agosto    | Torneo di Southampton 1913 Southampton, Gran Bretagna Erba Singolare - Doppio           | George Alan Thomas 4-6 8-6 6-2 6-3              | James Emil Hubert Zimmerman               |                                 |                     |
| agosto    | Torneo di Southampton 1913 Southampton, Gran Bretagna Erba Singolare - Doppio           |                                                 |                                           |                                 |                     |
| agosto    | Torneo di Shanklin 1913 Shanklin, Gran Bretagna Singolare - Doppio                      | Walter Cecil Crawley                            | non conosciuta (bandiera)                 |                                 |                     |
| agosto    | Torneo di Shanklin 1913 Shanklin, Gran Bretagna Singolare - Doppio                      |                                                 |                                           |                                 |                     |
| agosto    | Torneo di Ilkley 1913 Ilkley, Gran Bretagna Erba Singolare - Doppio                     | Peter Hicks                                     | non conosciuta (bandiera)                 |                                 |                     |
| agosto    | Torneo di Ilkley 1913 Ilkley, Gran Bretagna Erba Singolare - Doppio                     |                                                 |                                           |                                 |                     |
| agosto    | Torneo di Exmouth 1913 Exmouth, Gran Bretagna Erba Singolare - Doppio                   | Edward Roy Allen                                | non conosciuta (bandiera)                 |                                 |                     |
| agosto    | Torneo di Exmouth 1913 Exmouth, Gran Bretagna Erba Singolare - Doppio                   |                                                 |                                           |                                 |                     |
| agosto    | Torneo di Deauville 1913 Deauville, Francia Singolare - Doppio                          | Anthony Wilding Round robin                     | Max Décugis Stanley N. Doust Wilhelm Rahe |                                 |                     |
| agosto    | Torneo di Deauville 1913 Deauville, Francia Singolare - Doppio                          |                                                 |                                           |                                 |                     |
| agosto    | Torneo di Carlisle 1913 Carlisle, Gran Bretagna Erba Singolare - Doppio                 | James Cecil Parke                               | non conosciuta (bandiera)                 |                                 |                     |
| agosto    | Torneo di Carlisle 1913 Carlisle, Gran Bretagna Erba Singolare - Doppio                 |                                                 |                                           |                                 |                     |
| agosto    | Cinque Ports Championships 1913 Folkestone, Gran Bretagna Erba Singolare - Doppio       | Charles Dixon 7-5 6-3                           | Charles Frederick Scroope                 |                                 |                     |
| agosto    | Cinque Ports Championships 1913 Folkestone, Gran Bretagna Erba Singolare - Doppio       |                                                 |                                           |                                 |                     |
| agosto    | Isle of Wight Ventnor Championships 1913 Ventnor, Gran Bretagna Singolare - Doppio      | George Alan Thomas                              | non conosciuta (bandiera)                 |                                 |                     |
| agosto    | Isle of Wight Ventnor Championships 1913 Ventnor, Gran Bretagna Singolare - Doppio      |                                                 |                                           |                                 |                     |
| agosto    | Isle of Wight Sandown Championships 1913 Sandown, Gran Bretagna Singolare - Doppio      | George Alan Thomas                              | non conosciuta (bandiera)                 |                                 |                     |
| agosto    | Isle of Wight Sandown Championships 1913 Sandown, Gran Bretagna Singolare - Doppio      |                                                 |                                           |                                 |                     |
| agosto    | Lincolnshire Championships 1913 Spilsby, Gran Bretagna Erba Singolare - Doppio          | James Cecil Parke                               | non conosciuta (bandiera)                 |                                 |                     |
| agosto    | Lincolnshire Championships 1913 Spilsby, Gran Bretagna Erba Singolare - Doppio          |                                                 |                                           |                                 |                     |
| agosto    | German Championships 1913 Amburgo, Germania Terra rossa Singolare - Doppio              | Heinrich Schomburgk 6-2 6-4 7-5                 | Otto von Muller                           |                                 |                     |
| agosto    | German Championships 1913 Amburgo, Germania Terra rossa Singolare - Doppio              |                                                 |                                           |                                 |                     |
| agosto    | Southern California Championships 1913 Long Beach, USA Cemento Singolare - Doppio       | Thomas Bundy                                    | Willis Davis                              | Kenneth Newell Marshall Ketchum |                     |
| agosto    | Southern California Championships 1913 Long Beach, USA Cemento Singolare - Doppio       | Simpson Sinsabaugh Claude Wayne 1-6 6-4 7-5 6-2 | Thomas Bundy Ward Dawson                  | Kenneth Newell Marshall Ketchum |                     |
| 2 agosto  | Western Championships 1913 Chicago, USA Erba Singolare - Doppio                         | Clarence James Griffin 6-4 6-0 4-6 6-1          | Joseph Armstrong                          |                                 |                     |
| 2 agosto  | Western Championships 1913 Chicago, USA Erba Singolare - Doppio                         | Heath Ford R.H. Burdick 6-1 6-2 6-4             | Walter Hayes John Winston                 |                                 |                     |
| 2 agosto  | Northumberland Championships 1913 Newcastle upon Tyne, Gran Bretagna Singolare - Doppio | James Cecil Parke 6-3 3-6 7-5 ritiro            | Stanley N. Doust                          |                                 |                     |
| 2 agosto  | Northumberland Championships 1913 Newcastle upon Tyne, Gran Bretagna Singolare - Doppio |                                                 |                                           |                                 |                     |
| 7 agosto  | Northwestern Championships 1913 Deephaven, USA Singolare - Doppio                       | Joseph J. Armstrong 6-2 8-6 5-7 6-4             | Harry Waidner                             |                                 |                     |
| 7 agosto  | Northwestern Championships 1913 Deephaven, USA Singolare - Doppio                       |                                                 |                                           |                                 |                     |
| 9 agosto  | New York State Championships 1913 Bay Ridge, USA Singolare - Doppio                     | Bill Johnston                                   | Samuel Howard Voshell                     |                                 |                     |
| 9 agosto  | New York State Championships 1913 Bay Ridge, USA Singolare - Doppio                     |                                                 |                                           |                                 |                     |
| 11 agosto | Swiss International Championships 1913 St Moritz, Svizzera Singolare - Doppio           | Heinrich Kleinschroth                           | non conosciuta (bandiera)                 |                                 |                     |
| 11 agosto | Swiss International Championships 1913 St Moritz, Svizzera Singolare - Doppio           |                                                 |                                           |                                 |                     |
| 11 agosto | Engadine Championships 1913 St Moritz, Svizzera Terra rossa Singolare - Doppio          | Heinrich Kleinschroth                           | non conosciuta (bandiera)                 |                                 |                     |
| 11 agosto | Engadine Championships 1913 St Moritz, Svizzera Terra rossa Singolare - Doppio          |                                                 |                                           |                                 |                     |
| 16 agosto | Southampton Invitation 1913 Southampton, USA Erba Singolare - Doppio                    | William Jackson Clothier 6-2 6-1 6-3            | Gustav Touchard                           |                                 |                     |
| 16 agosto | Southampton Invitation 1913 Southampton, USA Erba Singolare - Doppio                    |                                                 |                                           |                                 |                     |
| 16 agosto | East of England Championships 1913 Felixstowe, Gran Bretagna Singolare - Doppio         | Herbert Roper Barrett 6-4 6-4                   | Alfred Beamish                            |                                 |                     |
| 16 agosto | East of England Championships 1913 Felixstowe, Gran Bretagna Singolare - Doppio         |                                                 |                                           |                                 |                     |
| 16 agosto | Derbyshire Championships 1913 Buxton, Gran Bretagna Singolare - Doppio                  | James Cecil Parke 6-0 6-1                       | Alexander Drew                            |                                 |                     |
| 16 agosto | Derbyshire Championships 1913 Buxton, Gran Bretagna Singolare - Doppio                  |                                                 |                                           |                                 |                     |
| 19 agosto | Canadian Championships 1913 Toronto, Canada Singolare - Doppio                          | Robert Baird 6-2, 6-0, 4-6, 6-1                 | Ralph Burns                               |                                 |                     |
| 19 agosto | Canadian Championships 1913 Toronto, Canada Singolare - Doppio                          | Robert Baird Thomas Y. Sherwell ?-?, ?-?, 11-9  | Ralph Burns Ross                          |                                 |                     |
| 23 agosto | Europe Championships 1913 Scarborough, Gran Bretagna Singolare - Doppio                 | James Cecil Parke 6-2 7-5 6-1                   | Gordon Lowe                               |                                 |                     |
| 23 agosto | Europe Championships 1913 Scarborough, Gran Bretagna Singolare - Doppio                 |                                                 |                                           |                                 |                     |
| 23 agosto | North of England Championships 1913 Scarborough, Gran Bretagna Singolare - Doppio       | James Cecil Parke 6-4 3-6 7-5 6-2               | Arthur Holden Lowe                        |                                 |                     |
| 23 agosto | North of England Championships 1913 Scarborough, Gran Bretagna Singolare - Doppio       | Arthur Holden Lowe Gordon Lowe 5-7 6-2 9-7      | James Cecil Parke Samuel Ernest Charlton  |                                 |                     |
| 23 agosto | Queensland Championships 1913 Brisbane, Australia Singolare - Doppio                    | Lindsay Todd walkover                           | Clarence Todd                             |                                 |                     |
| 23 agosto | Queensland Championships 1913 Brisbane, Australia Singolare - Doppio                    |                                                 |                                           |                                 |                     |
| 25 agosto | U.S. National Championships 1913 Newport, USA Singolare - Doppio                        | Maurice McLoughlin 6-4 5-7 6-3 6-1              | Richard Norris Williams                   |                                 |                     |
| 25 agosto | U.S. National Championships 1913 Newport, USA Singolare - Doppio                        | Maurice McLoughlin Tom Bundy 6-4, 7-5, 6-1      | John Strachan Clarence Griffin            |                                 |                     |
| 25 agosto | Homburg Cup 1913 Bad Homburg vor der Höhe, Germania Singolare - Doppio                  | Otto Froitzheim                                 | non conosciuta (bandiera)                 |                                 |                     |
| 25 agosto | Homburg Cup 1913 Bad Homburg vor der Höhe, Germania Singolare - Doppio                  |                                                 |                                           |                                 |                     |

### Settembre
| Settimana    | Torneo                                                                                    | Vincitore                                            | Finalista                            | Semifinalisti | Eliminati ai quarti |
| ------------ | ----------------------------------------------------------------------------------------- | ---------------------------------------------------- | ------------------------------------ | ------------- | ------------------- |
| settembre    | Sussex Championships 1913 Brighton, Gran Bretagna Singolare - Doppio                      | Stanley Norwood Doust 6-2 6-4 6-2                    | James Emil Hubert Zimmerman          |               |                     |
| settembre    | Sussex Championships 1913 Brighton, Gran Bretagna Singolare - Doppio                      |                                                      |                                      |               |                     |
| settembre    | Dorset Championships 1913 Parkstone, Gran Bretagna Erba Singolare - Doppio                | George Alan Thomas                                   | non conosciuta (bandiera)            |               |                     |
| settembre    | Dorset Championships 1913 Parkstone, Gran Bretagna Erba Singolare - Doppio                |                                                      |                                      |               |                     |
| settembre    | Torneo di Les Avants 1913 Les Avants, Svizzera Terra rossa Singolare - Doppio             | J Vidal                                              | non conosciuta (bandiera)            |               |                     |
| settembre    | Torneo di Les Avants 1913 Les Avants, Svizzera Terra rossa Singolare - Doppio             |                                                      |                                      |               |                     |
| settembre    | Torneo di Conishead Priory 1913 Conishead Priory, Gran Bretagna Erba Singolare - Doppio   | Samuel Ernest Charlton                               | non conosciuta (bandiera)            |               |                     |
| settembre    | Torneo di Conishead Priory 1913 Conishead Priory, Gran Bretagna Erba Singolare - Doppio   |                                                      |                                      |               |                     |
| settembre    | Drive Club Championships 1913 Fulham, Gran Bretagna Terra rossa Singolare - Doppio        | Gordon Lowe 6-3 6-0 6-3                              | Major Ritchie                        |               |                     |
| settembre    | Drive Club Championships 1913 Fulham, Gran Bretagna Terra rossa Singolare - Doppio        |                                                      |                                      |               |                     |
| settembre    | Kent Coast Championships 1913 Hythe, Gran Bretagna Erba Singolare - Doppio                | Herbert Roper Barrett                                | non conosciuta (bandiera)            |               |                     |
| settembre    | Kent Coast Championships 1913 Hythe, Gran Bretagna Erba Singolare - Doppio                |                                                      |                                      |               |                     |
| settembre    | Norfolk Championships 1913 Great Yarmouth, Gran Bretagna Erba Singolare - Doppio          | James Cecil Parke                                    | non conosciuta (bandiera)            |               |                     |
| settembre    | Norfolk Championships 1913 Great Yarmouth, Gran Bretagna Erba Singolare - Doppio          |                                                      |                                      |               |                     |
| settembre    | Intermountain Championships 1913 Salt Lake City, USA Singolare - Doppio                   | T.B. Parker                                          | non conosciuta (bandiera)            |               |                     |
| settembre    | Intermountain Championships 1913 Salt Lake City, USA Singolare - Doppio                   |                                                      |                                      |               |                     |
| settembre    | California State Championships 1913 Oakland, USA Cemento Singolare - Doppio               | Bill Johnston                                        | non conosciuta (bandiera)            |               |                     |
| settembre    | California State Championships 1913 Oakland, USA Cemento Singolare - Doppio               | Bill Johnston Elia Fottrell 6-4 6-3 6-2              | Clarence Griffin John Strachan       |               |                     |
| 1º settembre | Torneo di Dinard 1913 Dinard, Francia Singolare - Doppio                                  | A. Poupon                                            | non conosciuta (bandiera)            |               |                     |
| 1º settembre | Torneo di Dinard 1913 Dinard, Francia Singolare - Doppio                                  |                                                      |                                      |               |                     |
| 1º settembre | Torneo di Boulogne 1913 Boulogne, Francia Singolare - Doppio                              | George Manset                                        | non conosciuta (bandiera)            |               |                     |
| 1º settembre | Torneo di Boulogne 1913 Boulogne, Francia Singolare - Doppio                              |                                                      |                                      |               |                     |
| 6 settembre  | National Collegiate Championships 1913 Haverford, USA Singolare - Doppio                  | Richard Norris Williams 6-4 3-6 6-4 6-1              | Watson Washburn                      |               |                     |
| 6 settembre  | National Collegiate Championships 1913 Haverford, USA Singolare - Doppio                  | Watson Washburn Joseph Armstrong 4-6 4-6 7-5 9-7 6-2 | Richard Norris Williams E.H. Whitney |               |                     |
| 8 settembre  | Torneo di Le Touquet 1913 Le Touquet, Francia Singolare - Doppio                          | Anthony Wilding 6–2, 6–8, 6–3, 6–1                   | A.B. Jones                           |               |                     |
| 8 settembre  | Torneo di Le Touquet 1913 Le Touquet, Francia Singolare - Doppio                          |                                                      |                                      |               |                     |
| 13 settembre | South of England Championships 1913 Eastbourne, Gran Bretagna Singolare - Doppio          | James Cecil Parke 6-3 7-5 2-6 6-2                    | Arthur Holden Lowe                   |               |                     |
| 13 settembre | South of England Championships 1913 Eastbourne, Gran Bretagna Singolare - Doppio          |                                                      |                                      |               |                     |
| 15 settembre | Montreux Palace Autumn Meeting 1913 Montreux, Svizzera Singolare - Doppio                 | Anthony Wilding 6–1, 6–2, 6–0                        | Craig Biddle                         |               |                     |
| 15 settembre | Montreux Palace Autumn Meeting 1913 Montreux, Svizzera Singolare - Doppio                 |                                                      |                                      |               |                     |
| 20 settembre | Sydney Championships 1913 Sydney, Australia Singolare - Doppio                            | Harry Alabaster Parker 6-2 6-4 6-3                   | James O. Anderson                    |               |                     |
| 20 settembre | Sydney Championships 1913 Sydney, Australia Singolare - Doppio                            |                                                      |                                      |               |                     |
| 22 settembre | Montreux Palace Autumn Meeting 2 1913 Montreux, Svizzera Singolare - Doppio               | Anthony Wilding 6–1, 6–4, 6–2                        | Robert Kleinschroth                  |               |                     |
| 22 settembre | Montreux Palace Autumn Meeting 2 1913 Montreux, Svizzera Singolare - Doppio               |                                                      |                                      |               |                     |
| 27 settembre | Betws-y-Coed Hard Court Championships 1913 Betws-y-Coed, Gran Bretagna Singolare - Doppio | Samuel Ernest Charlton                               | non conosciuta (bandiera)            |               |                     |
| 27 settembre | Betws-y-Coed Hard Court Championships 1913 Betws-y-Coed, Gran Bretagna Singolare - Doppio |                                                      |                                      |               |                     |

### Ottobre
| Settimana  | Torneo                                                                                             | Vincitore                                     | Finalista          | Semifinalisti | Eliminati ai quarti |
| ---------- | -------------------------------------------------------------------------------------------------- | --------------------------------------------- | ------------------ | ------------- | ------------------- |
| ottobre    | Welsh Covered Court Championships 1913 Craigside, Gran Bretagna Parquet indoor Singolare - Doppio  | Theodore Michel Mavrogordato 7-5 8-10 8-6 6-3 | Gordon Lowe        |               |                     |
| ottobre    | Welsh Covered Court Championships 1913 Craigside, Gran Bretagna Parquet indoor Singolare - Doppio  |                                               |                    |               |                     |
| ottobre    | European Covered Court Championships 1913 Dulwich, Gran Bretagna Parquet indoor Singolare - Doppio | Gordon Lowe 10-8 6-1 5-7 6-3                  | Charles Dixon      |               |                     |
| ottobre    | European Covered Court Championships 1913 Dulwich, Gran Bretagna Parquet indoor Singolare - Doppio |                                               |                    |               |                     |
| 18 ottobre | Queen's Covered Court Championships 1913 Londra, Gran Bretagna Parquet indoor Singolare - Doppio   | Anthony Wilding 7-5 6-0 6-2                   | Arthur Holden Lowe |               |                     |
| 18 ottobre | Queen's Covered Court Championships 1913 Londra, Gran Bretagna Parquet indoor Singolare - Doppio   |                                               |                    |               |                     |

### Novembre
| Settimana   | Torneo                                                                      | Vincitore                                      | Finalista                           | Semifinalisti           | Eliminati ai quarti                         |
| ----------- | --------------------------------------------------------------------------- | ---------------------------------------------- | ----------------------------------- | ----------------------- | ------------------------------------------- |
| 8 novembre  | World Covered Court Championships 1913 Stoccolma, Svezia Singolare - Doppio | Anthony Wilding 5-7 6-2 6-3 6-1                | Maurice Germot                      |                         |                                             |
| 8 novembre  | World Covered Court Championships 1913 Stoccolma, Svezia Singolare - Doppio | Max Décugis Maurice Germot 7-5 2–6 9-7 6-3 6-1 | Curt Bergmann Heinrich Kleinschroth |                         |                                             |
| 16 novembre | Bay Counties Championships 1913 San Francisco, USA Singolare - Doppio       | John Strachan 6-1 6-4 6-2                      | Robert Lindley Murray               |                         |                                             |
| 16 novembre | Bay Counties Championships 1913 San Francisco, USA Singolare - Doppio       |                                                |                                     |                         |                                             |
| 25 novembre | Australasian Championships 1913 Perth, Australia Singolare - Doppio         | Ernie Parker 2-6, 6-1, 6-3, 6-2                | Harry Alabaster Parker              | Geoff Thomas Roy Taylor | E. Stokes J. Kent Alfred Hedeman A. Leschen |
| 25 novembre | Australasian Championships 1913 Perth, Australia Singolare - Doppio         | Alf Hedeman Ernie Parker 8-6, 4-6, 6-4, 6-4    | Harry Parker Ray Taylor             | Geoff Thomas Roy Taylor | E. Stokes J. Kent Alfred Hedeman A. Leschen |
| 29 novembre | Victorian Championships 1913 Melbourne, Australia Singolare - Doppio        | Rodney Heath walkover                          | Norman Brookes                      |                         |                                             |
| 29 novembre | Victorian Championships 1913 Melbourne, Australia Singolare - Doppio        |                                                |                                     |                         |                                             |

### Dicembre
| Settimana | Torneo                                                                      | Vincitore                            | Finalista          | Semifinalisti | Eliminati ai quarti |
| --------- | --------------------------------------------------------------------------- | ------------------------------------ | ------------------ | ------------- | ------------------- |
| dicembre  | New Zealand Championships 1913 Wellington, Nuova Zelanda Singolare - Doppio | Alfred G. Wallace 5-7 6-2 6-2        | Clifford J. Dickie |               |                     |
| dicembre  | New Zealand Championships 1913 Wellington, Nuova Zelanda Singolare - Doppio | Clifford J. Dickie Alfred G. Wallace |                    |               |                     |

### Senza data
| Settimana | Torneo                                                                            | Vincitore                   | Finalista                 | Semifinalisti | Eliminati ai quarti |
| --------- | --------------------------------------------------------------------------------- | --------------------------- | ------------------------- | ------------- | ------------------- |
|           | All India Championships 1913 Allahabad, India Singolare - Doppio                  | E.M. Atkinson               | non conosciuta (bandiera) |               |                     |
|           | All India Championships 1913 Allahabad, India Singolare - Doppio                  |                             |                           |               |                     |
|           | French Closed Covered Court Championships 1913 Parigi, Francia Singolare - Doppio | André Gobert                | non conosciuta (bandiera) |               |                     |
|           | French Closed Covered Court Championships 1913 Parigi, Francia Singolare - Doppio |                             |                           |               |                     |
|           | Coupe de Noel 1913 Parigi, Francia Singolare - Doppio                             | Max Décugis                 | non conosciuta (bandiera) |               |                     |
|           | Coupe de Noel 1913 Parigi, Francia Singolare - Doppio                             |                             |                           |               |                     |
|           | Hampshire Championships 1913 Bournemouth, Gran Bretagna Singolare - Doppio        | Charles O. Tuckey           | non conosciuta (bandiera) |               |                     |
|           | Hampshire Championships 1913 Bournemouth, Gran Bretagna Singolare - Doppio        |                             |                           |               |                     |
|           | Natal Championships 1913 Durban, Sudafrica Singolare - Doppio                     | Stanley Dunbar Cockerell    | non conosciuta (bandiera) |               |                     |
|           | Natal Championships 1913 Durban, Sudafrica Singolare - Doppio                     |                             |                           |               |                     |
|           | South African Championships 1913 Città del Capo, Sudafrica Singolare - Doppio     | Harold Kitson 6–1, 6–4, 6–3 | Harold I. Aitken          |               |                     |
|           | South African Championships 1913 Città del Capo, Sudafrica Singolare - Doppio     |                             |                           |               |                     |
|           | Spanish National Championships 1913 Madrid, Spagna Singolare - Doppio             | Vicente Marín Bertrán       | non conosciuta (bandiera) |               |                     |
|           | Spanish National Championships 1913 Madrid, Spagna Singolare - Doppio             |                             |                           |               |                     |
|           | Transvaal Championships 1913 Johannesburg, Sudafrica Singolare - Doppio           | Charles Winslow             | non conosciuta (bandiera) |               |                     |
|           | Transvaal Championships 1913 Johannesburg, Sudafrica Singolare - Doppio           |                             |                           |               |                     |